# BR-010
Pour les articles homonymes, voir Route 10.

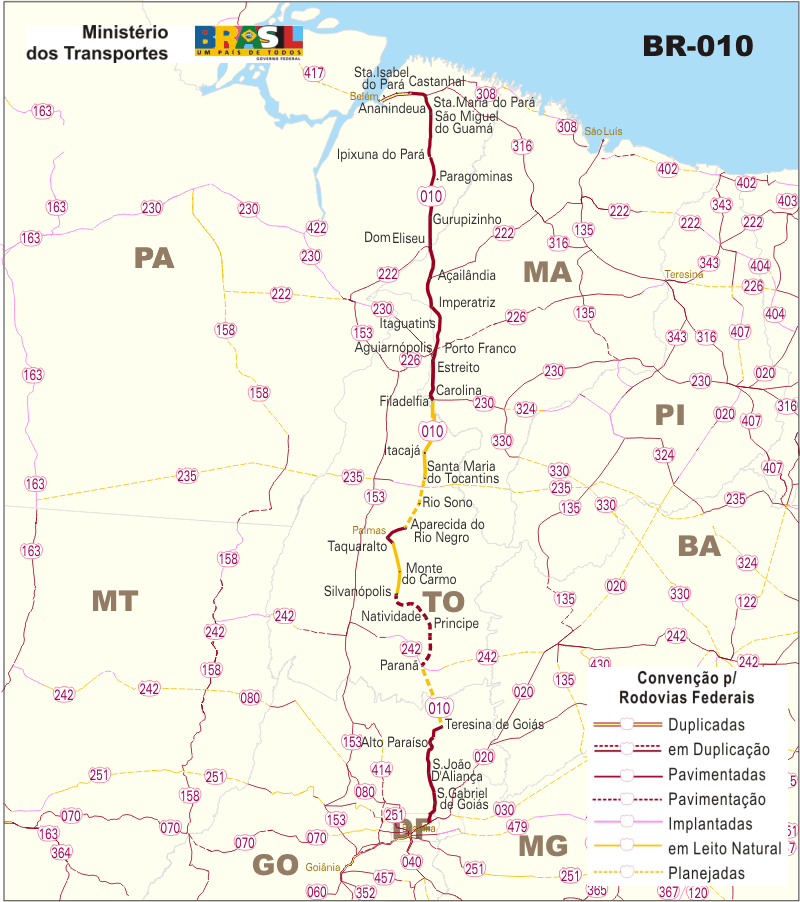
Parcours de la route.

Plaque de signalisation.

La BR-010, Rodovia Belém-Brasília, est une route fédérale du Brésil. Son point de départ se situe à Brasilia, la capitale fédérale du pays, et elle s'achève à Belém, dans l'État du Pará. Elle traverse le District fédéral et les États de Goiás, du Tocantins, du Maranhão et du Pará. 
Il lui reste encore beaucoup de tronçon à être achevés. Elle est officiellement dénommée Rodovia Bernardo Saião.
Elle dessert, entre autres villes :
- Paranã (Tocantins) ;
- Carolina (Maranhão) ;
- Porto Franco (Maranhão) ;
- São Miguel do Guamá (Pará).

Elle est longue de 1 954,10 km (y compris les tronçons non construits).